# Carina Witthöft
Carina Witthöft (ur. 16 lutego 1995 w Wentorf bei Hamburg) – niemiecka tenisistka.

## Kariera tenisowa
Zwyciężyła w jedenastu turniejach w grze pojedynczej i jednym w grze podwójnej, rangi ITF. Najwyżej w rankingu singlowym była na 48. miejscu (8 stycznia 2018).

## Finały turniejów WTA
| Legenda                     | Legenda |
| --------------------------- | ------- |
| Wielki Szlem                |         |
| Igrzyska olimpijskie        |         |
| WTA Tour Championships      |         |
| 2009 – 2020                 |         |
| WTA Premier Mandatory       |         |
| WTA Premier 5               |         |
| WTA Premier                 |         |
| WTA International Series    |         |
| WTA 125K series (2012–2020) |         |

### Gra pojedyncza 1 (1-0)
| Końcowy wynik | Nr | Data                 | Turniej    | Nawierzchnia  | Przeciwniczka | Wynik finału |
| ------------- | -- | -------------------- | ---------- | ------------- | ------------- | ------------ |
| Zwyciężczyni  | 1. | 21 października 2017 | Luksemburg | Twarda (hala) | Mónica Puig   | 6:3, 7:5     |

## Wygrane turnieje rangi ITF
| turnieje z pulą nagród 100 000 $ |
| turnieje z pulą nagród 75 000 $  |
| turnieje z pulą nagród 50 000 $  |
| turnieje z pulą nagród 25 000 $  |
| turnieje z pulą nagród 15 000 $  |
| turnieje z pulą nagród 10 000 $  |

### Gra pojedyncza
|     | Data       | Turniej             | Kat. | ($)     | Naw.     | Finalistka         | Wynik            |
| 1.  | 25/04/2011 | Zell am Harmersbach | ITF  | 10 000  | ceglana  | Vanessa Henke      | 4:6, 6:3, 6:4    |
| 2.  | 25/06/2012 | Ystad               | ITF  | 25 000  | ceglana  | Walerija Sołowjowa | 6:2, 6:1         |
| 3.  | 23/07/2012 | Wrexham             | ITF  | 25 000  | twarda   | Donna Vekić        | 6:2, 6:7(7), 6:2 |
| 4.  | 11/08/2013 | Hechingen           | ITF  | 25 000  | ziemna   | Laura Thorpe       | 6:1, 6:4         |
| 5.  | 10/08/2014 | Hechingen           | ITF  | 25 000  | ziemna   | Laura Siegemund    | 4:6, 6:4, 6:3    |
| 6.  | 07/09/2014 | Barnstaple          | ITF  | 25 000  | twarda   | Viktorija Golubic  | 6:2, 6:4         |
| 7.  | 14/09/2014 | Saint-Malo          | ITF  | 50 000  | ziemna   | Alberta Brianti    | 6:0, 6:1         |
| 8.  | 19/10/2014 | Joue-Les-Tours      | ITF  | 50 000  | twarda   | Urszula Radwańska  | 6:3, 7:6(6)      |
| 9.  | 22/02/2015 | Altenkirchen        | ITF  | 25 000  | dywanowa | Antonia Lottner    | 6:3, 6:4         |
| 10. | 10/05/2015 | Cagnes-sur-Mer      | ITF  | 100 000 | ziemna   | Tatjana Maria      | 7:5, 6:1         |
| 11. | 12/07/2015 | Versmold            | ITF  | 50 000  | ziemna   | Johanna Larsson    | 6:3, 6:3         |